# Siri Marie Seim Sønstelie og Erik H. Sønstelie
Siri Marie Seim Sønstelie (født 1991) og Erik H. Sønstelie (født 1962) er et norsk datter og far forfatterpar.
Sammen har de skrevet bogen Jeg lever, far: en personlig fortælling fra Utøya der beskriver deres oplevelser omkring Terrorangrebene i Norge 22. juli 2011, hvor datteren Siri blev involveret da hun deltog i Arbeiderpartiets ungdomsafdelings (AUF) ungdomslejren på Utøya og overlevede skudmassakren.
Faren Erik har studeret statskundskab ved Oslo Universitet og arbejdet som journalist og redaktionel mellemleder ved avisen VG.
Som journalist har han fungeret som nyhedsreporter, kriminalreporter, politisk medarbejder og undersøgende journalist.
Han er projektleder i Schibsted ASA og har tidligere vundet VG-pris og SKUP-diplom.
Foruden VG har han også arbejdet ved aviserne Svenska Dagbladet, Nationen, Osloavisen og Forsvarets Forum.
Datteren Siri har studeret menneskerettigheder ved Gateway College i New York og studerer politik og menneskerettigheder ved Essex Universitet i London.
Hun blev i 2010 sekretær i AUF's lokalafdeling i Skedsmo.
Foruden datter og far består familien af moren Berit og lillesøsteren Thea. Familien bor i Skedsmokorset nord for Oslo.
Far og datter udgav i 2011 bogen Jeg lever, pappa – 22. juli – dagen som forandret oss på det norske forlag hvor faren var tilknyttet. 
Bogen blev oversat til dansk og udgivet i foråret 2012.
Den skal også udgives på svenske og islandsk.
I forbindelse med udgivelsen deltog de to i talkshowet Skavlan.
Inspireret af sine døtre har faren tidligere skrevet den skønlitterære spændingsroman Opprullingen som han selv lod trykke i 100 eksemplare.